# Leeds (Maine)
Leeds és una població dels Estats Units a l'estat de Maine (EUA). Segons el cens del 2000 tenia 2.001 habitants.

## Demografia
Segons el cens del 2000, Leeds tenia 2.001 habitants, 736 habitatges, i 548 famílies. La densitat de població era de 19,2 habitants/km².
Dels 736 habitatges en un 37,9% hi vivien nens de menys de 18 anys, en un 62,2% hi vivien parelles casades, en un 6,9% dones solteres, i en un 25,5% no eren unitats familiars. En el 19,2% dels habitatges hi vivien persones soles el 7,1% de les quals corresponia a persones de 65 anys o més que vivien soles. El nombre mitjà de persones vivint en cada habitatge era de 2,72 i el nombre mitjà de persones que vivien en cada família era de 3,1.
Per edats la població es repartia de la següent manera: un 27,6% tenia menys de 18 anys, un 7% entre 18 i 24, un 31,2% entre 25 i 44, un 24,9% de 45 a 60 i un 9,3% 65 anys o més.
L'edat mediana era de 36 anys. Per cada 100 dones de 18 o més anys hi havia 100,4 homes.
La renda mediana per habitatge era de 37.993 $ i la renda mediana per família de 42.557 $. Els homes tenien una renda mediana de 30.245 $ mentre que les dones 24.250 $. La renda per capita de la població era de 15.602 $. Entorn del 5,9% de les famílies i el 9,8% de la població estaven per davall del llindar de pobresa.